# Vĩnh Hòa, Vĩnh Linh
Vĩnh Hòa là một xã vùng đông huyện Vĩnh Linh, tỉnh Quảng Trị, Việt Nam. 
Xã nằm cách trung tâm huyện 8 km. Diện tích đất tự nhiên 1507,27ha, dân số 4149 nhân khẩu (tổng số hộ là 1105 hộ). 

## Hành chính
Xã Vĩnh Hòa được chia thành 4 thôn: Đơn Duệ, Hiền Dũng, Hòa Bình, Linh Đơn.